# Maher Al Sabbagh
Maher Al Sabbagh (ca.1964) is een Syrische filmmaker en kok van de Mediterrane en Arabische keuken.

## Levensloop
Al Sabbagh groeide op in Damascus. Daar leerde hij naar eigen zeggen vanaf zijn zevende van zijn grootmoeder het traditionele koken. Ze reisden samen naar Iran, de Sinaï, Libanon, Jordanië en Palestina om daar oude recepten te proeven. Op zijn twintigste emigreerde hij naar Sicilië, omdat hij toen meende dat de belangrijkste keuken van Europa zich daar bevond. In Italië deed hij ook een opleiding tot cineast.
Al Sabbagh is uiteindelijk via Damascus, Isfahan, Beiroet, Caïro, Rome, Sicilië, en Milaan in 1992 in Rotterdam aangekomen, waar hij aan de slag ging in Café De Unie aan de Mauritsweg en zijn klanten introduceerde in de wereldkeuken. Hij heeft ook gewerkt in restaurant Lux aan de 's Gravendijkwal, waar hij de Siciliaanse keuken introduceerde.
In 2012 begon hij als chef-kok in het Maastrichtse kunsthuis Marres de Marres Kitchen. Daar heeft hij omstreeks 2018-2019 het stokje overgedragen aan Farid, een Afghaan die toen achttien jaar Al Sabbagh in de keuken geassisteerd had.
Thans is Al Sabbagh chef-kok en mede-eigenaar van het eetgelegenheid De Zijderoute Culinair, aan de Oostplein in Rotterdam.

## Persoonlijk
Al Sabbagh is vader van twee zonen.

## Filmografie
2000: Nero su Bianco
2007: The Arabian dream
2008: Smells like Arabian spirit
2013: Here is always somewhere else